# Europaspiele 2027
Die IV. Europaspiele 2027 sollen in Istanbul in der Türkei stattfinden.

## Vergabe
Im Oktober 2022 gaben führende Mitglieder des Europäischen Olympischen Komitees (EOC) bekannt, dass man sich in der Endphase der Bewerbungen für die Europaspiele 2027 befinde. Spanien, Frankreich und Portugal wurden dabei als aussichtsreichste Kandidaten gehandelt. Auch Split in Kroatien hatte Interesse an einer Austragung bekundet.
Im Oktober 2023 bekundete auch Istanbul Interesse an einer Austragung der Europaspiele 2027. Dies geschehe mit dem langfristigen Ziel, die Olympischen Sommerspiele 2036 austragen zu wollen.
Am 27. März 2024 erfolgte schließlich die Vergabe an Istanbul. Es wären dies die ersten olympischen Wettkämpfe im Erwachsenensport, die in der Türkei stattfinden würden. Die Türkei richtete zuvor lediglich zweimal das Europäische Olympische Jugendfestival aus, 2011 in Trabzon sowie 2017 in Erzurum.
Offizielle wurde die Vergabe im Rahmen der Unterzeichnung eines Vertrags am 16. Mai 2024.

## Sportarten
Im März 2024 wurde bekannt, dass das International Cricket Council (ICC) und das EOC in Gesprächen über eine mögliche Aufnahme Crickets in das Programm seien. Hintergrund ist die Aufnahme Crickets ins Programm der Olympischen Sommerspiele 2028 in Los Angeles. Am 3. März 2025 wurde bekanntgegeben, dass Gewichtheben erstmals Teil des Programms sein wird.